# Национальный центр сценического костюма
Национальный центр сценического костюма и сценографии (фр. Centre national du costume de scène et de la scénographie, CNCS) — французский музей, который торжественно открытыли 1 июля 2006 года в городе Мулен (регион Овернь) министр культуры и коммуникаций Франции Рено Доннедьё де Вабр, мэр города Пьер-Андре Перисоль и французский кутюрье, а также Председатель правления центра Кристиан Лакруа.

## Общие сведения
Национальный центр сценического костюма является первой организацией, как во Франции, так и во всём мире, созданной исключительно для сохранения материального наследия театров.
Основная задача центра в сохранении, исследовании и повышении престижности предметов материального наследия, состоящего из 10000 театральных, оперных и балетных сценических костюмов, а также театральных декораций, размещённых здесь тремя французскими государственными учреждениями — Национальной библиотекой Франции, театром Комеди Франсэз и Парижской оперой.
К этим предметам добавлены многочисленные экспонаты, подаренные музею организациями и частными лицами.

## История
Центр сценического костюма размещён в бывшем кавалерийском квартале, Квартале Виллара, в городе Мулен, исторической столице герцогства Бурбон. Располагаясь на левом берегу реки Алье, центр обращён своим фасадом к историческому центру города, расположенному на правом берегу. Воинская казарма, сооруженная здесь в XVIII веке, классифицирована как национальный исторический памятник, благодаря своей великолепной лестнице из жёлтого и розового песчаника.
Вместе с реконструкцией здания, проводимой под руководством Главного архитектора исторических памятников Франсуа Вуанше, было построено новое здание для резервного фонда костюмов (1730 м²) по проекту архитектора Жан-Мишеля Вильмотта, известного в России по проекту реконструкции центральной набережной Волгограда (2005 год) и проекту московских лофт-апартаментов «Красный Октябрь».
Техническое задание чётко определило в своей вводной части музейный характер деятельности будущего предприятия. В обширных приложениях были приведены точные данные о составе костюмов (состав тканей…), физико-химических факторах повреждения, биологических и механических разрушающих факторах. Также в задании была установлена необходимость следования рекомендациям, одобренным 31 августа 1989 года Международным советом музеев (ICOM) в части музейных коллекций костюмов.

## Культура и образование
Таким образом, CNCS в настоящее время является местом хранения 10000 сценических костюмов. Такой исключительный по своей значимости фонд используется как для экспозиций, так и для исследований, проведение которых стало возможным благодаря созданию здесь информационного центра. Кроме того, являясь ценными учебными пособиями, сценические костюмы способствуют повышению квалификации музейных хранителей данного профиля, а также художников по костюмам, призванных создавать новые работы. Поэтому программа реконструкции и расширения учитывала эти четыре направления деятельности — сохранение, место экспозиции, информационный центр и учебный центр.
Галерея временных экспозиций (1500 м²), имея восемь залов с витринами, напоминающими маленькие сцены, и большой зал, оснащённый настоящими театральными колосниками, предназначенными для спуска декораций, позволяют представить костюмы в реальном сценографическом контексте.
Также в здании имеются учебные помещения площадью 300 м², кафе, аудитория на 100 мест и информационный центр площадью 150 м².

### Информационный центр
Информационный центр CNCS располагает специализированным фондом: общая история театрального искусства, моды, одежды и сценических костюмов, постановочного мастерства.

## Экспозиции
Чтобы избежать порчи костюмов, экспозиции музея меняются каждые 4 месяца. Экспозиции разрабатываются на основе собственных коллекций CNCS, а также с использованием внешних заимствований.
С момента открытия музея было организовано множество экспозиций, для которых также выпускались выставочные каталоги.
- Звери на сцене (июль — ноябрь 2006 года)
- Теодор де Банвиль и театр (ноябрь 2006 — январь 2007)
- Я предпочитаю военных (январь — май 2007 года)
- Кристиан Лакруа, костюмер (июнь — ноябрь 2007 года)
- Жан-Поль Готье — Режин Шопино: Дефиле (декабрь 2007 — апрель 2008)
- Костюмы Тысячи и одной ночи (май — ноябрь 2008 года)
- Пока цветёт цветок, садовые сцены (декабрь 2008 — апрель 2009)
- Рудольф Нуреев (1938—1993) (фотографии и костюмы) (май — ноябрь 2009 года)
- Русские оперные театры на заре Русского балета Дягилева (декабрь 2009 — май 2010)
- Гардероб Дивы. От Марии Каллас до Далиды (июнь — декабрь 2010 года)
- Необычное (январь — май 2011 года)
- Искусство костюма от Комеди Франсэз (июнь — декабрь 2011 года)
- Изнанка декораций Комеди Франсэз и Парижской Оперы в XIX веке (28 января — 20 мая 2012 года)
- Ручей Парижсккой Оперы, костюмы балета Ручей (июнь — декабрь 2012 года)
- Одеяние власти. В опере и кино (январь — май 2013 года)
- На старт! Самые красивые цирковые костюмы (июнь 2013 — 5 января 2014 года)

## Посещение музея
Центр CNCS снискал достойное признание у публики. Начиная со своего открытия 1 июля 2006 года (и до 11 сентября 2011 года), 350000 посетителей побывало в стенах Национального центра сценического костюма.